# Juan Ponce de León II
Juan Ponce de León II (Porto Rico, 1510 ca – San Juan, 1591) è stato un esploratore spagnolo, e il primo portoricano ad assumere temporaneamente il governatorato di Porto Rico.

## Gioventù
Ponce de León II nacque come Juan Troche Ponce de León, figlio di Juan Garcia "Gracie" Troche e Juana Ponce de León. Il conquistador spagnolo Juan Ponce de León era il padre di Juana, e quindi nonno materno di Juan Ponce de León II.

## Insediamento a Trinidad
Ponce de León II fu inviato dalla corona spagnola a creare un insediamento sull'isola di Trinidad nel 1569. Fondò la "città di Circumcision", probabilmente nei pressi dell'odierna Laventille. Nel 1570 questo insediamento fu abbandonato, probabilmente a causa delle scorribande dei Carib che portarono alla morte del figlio di Leon. Secondo alcuni storici, Ponce de León II potrebbe essere stato governatore dell'isola dal 1571 al 1591.

## Primo governatore nativo di Porto Rico
Nel 1579 la corona spagnola nominò Jerónimo De Agüero Campuzano come governatore di Porto Rico. Avrebbe dovuto rimpiazzare l'allora governatore Francisco De Obando Y Mexia. Juan Ponce de León II divenne il primo nativo portoricano ad assumere temporaneamente il governatorato di Porto Rico, fino all'arrivo di Jerónimo De Agüero Campuzano, avvenuto lo stesso anno.

## LeMemorie di Melgarejo
Nel 1581, su richiesta di re Filippo II di Spagna, Juan Lopez Melgarejo, governatore dal 1581 al 1582, chiese a Juan Ponce de León II di redigere una generale descrizione delle Indie Occidentali ponendo l'enfasi sulla parte che riguardava Porto Rico. Egli lo fece con l'aiuto del compagno portoricano Antonio de Santa Clara. L'opera di Ponce de León II, Memorias de Melgarejo, è uno dei più importanti documenti storici dell'isola di Porto Rico. Nel 1581 Ponce de León II stabilì l'esatta locazione geografica di San Juan osservando un'eclissi.

## Ultimi anni

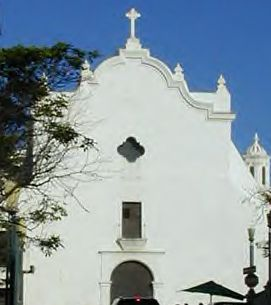
La chiesa di San José a San Juan (Porto Rico)

Durante la vecchiaia, dopo essere diventato vedovo, Ponce de León II condusse una vita religiosa. Trasferì il corpo del nonno, Juan Ponce de León, da Cuba e lo fece seppellire nella chiesa di San José a San Juan. I resti furono spostati di nuovo nel 1913, quando finirono nella cattedrale di San Juan.
Il corpo di Juan Ponce de León II fu sepolto a San Juan, nella chiesa di San José. Porto Rico ne ha onorato la memoria dedicandogli una scuola nella città di Florida.